# Predrag Jeremić
Predrag Jeremić (in serbo Предраг Јеремић?; Šabac, 22 novembre 1987) è un calciatore serbo, centrocampista dell'MB Miðvágur.

## Carriera

### Club
Ha giocato nella massima serie serba.